# Tabanus nefarius
Tabanus nefarius är en tvåvingeart som beskrevs av James Stewart Hine 1907. Tabanus nefarius ingår i släktet Tabanus och familjen bromsar. Inga underarter finns listade i Catalogue of Life.